# Finska kriget
Finska kriget (finska: Suomen sota; ryska: Финляндская война), även kallat 1808–1809 års krig, utkämpades mellan Sverige och Kejsardömet Ryssland. I detta krig stöddes Sverige av Storbritannien, medan Ryssland stöddes av Republiken Frankrike (ofta kallat första franska kejsardömet), samt dess talrika bundsförvanter (bland andra Danmark-Norge). Kriget utkämpades som ett led i Napoleonkrigen. Kriget bröt ut som en konsekvens av att tsar Alexander I av Ryssland och kejsar Napoleon I slutit fred i Tilsit i juli 1807. Uppgörelsen förpliktade Alexander I att gå till angrepp mot Sverige ifall landet inte bröt sina förbindelser med Storbritannien och gick med i Napoleons handelsblockad mot Storbritannien.
Kriget fick stora följder för det svenska riket, eftersom Sverige förlorade hela området Finland och landskapet Österbotten till Ryssland. De förlorade områdena blev sedan ett storfurstendöme och blev därmed en del av det ryska imperiet fram till sin självständighet 1917.

## Bakgrund
I ett brev från Napoleon till Alexander, skickat den 2 februari 1808, råder Napoleon Alexander att flytta Sverige och svenskarna så långt från St. Petersburg som möjligt. Detta innebar att Alexander fick fria händer i Finland och mot Sverige. Brevet kom dock fram först tre dagar efter angreppet inleddes. 
Den svenska regeringen var inte helt oförberedd på ryska aggressioner, utan var väl underrättad om situationen vid gränsen och man hade dessutom grundat en krigsberedningskommitté som skulle sörja för planeringen inför det väntade kriget. Den svenske ambassadören i Sankt Petersburg, Curt von Stedingk såg till att skicka hem underrättelser om ryssarnas uppmarsch inför den kommande kampen.
Den svenska krigsberedningskommittén ansåg att de svenska styrkorna i Finland skulle ha svårt att försvara hela landet i händelse av ett ryskt anfall, och därför förberedde man en överraskande plan. Den svenska armén skulle retirera i riktning Uleåborg, medan de södra delarna av Finland uppgavs och ockuperades av ryssarna och det svenska försvaret upprätthölls med stöd av fästningarna Sveaborg och Svartholm. Ryska armén skulle därmed få utdragna underhållslinjer. När våren kom och den svenska armén var fulltalig och förstärkt skulle man gå till motanfall från norr och med hjälp av flottan, och förbanden i fästningarna i söder, återerövra hela Finland i en kniptångsmanöver.
För kejsar Alexander var erövringen av det finska området endast ett nödvändigt ont för att upprätthålla förpliktelserna mot Napoleon, och han behövde ett snabbt, oblodigt krig för att en gång för alla stävja arvfienden Sverige. För det behövde tsaren också ett välvilligt Finland, vilket betydde att han var villig att gå långt i sina ansträngningar att hålla finländarna nöjda och pacificerade.
Ryssarna planerade och genomförde kriget med utgångspunkten att området Finland och landskapet Österbotten skulle inkorporeras i det ryska kejsardömet. De laddade upp vid gränsen med 24 000 man som ställdes under general Fredrik Vilhelm von Buxhoevden. Många av männen var veteraner från krigen mot Napoleon, krigshärdade soldater med hög stridsmoral, kunskap och disciplin.
Den ryska krigsplanen var väl genomtänkt och byggde på grundlig kännedom om Finlands strategiska förhållanden. Man hade skaffat sig detaljerade underrättelser om den blivande fiendens stridskrafter, krigsskådeplatsens beskaffenhet, befolkningens tänkesätt och så vidare. Bland annat hade en rysk major vistats i Helsingfors från 1806 till början av 1808 för att "köpa gevär" och fått tillträde till Sveaborg, där han gjort sig väl bekant med förhållandena. En annan person, en rysk kapten, reste på nyåret 1808 omkring som handelsresande över östra Finland och avgav en noggrann rapport om landets beskaffenhet, försvarsanstalter, spannmålstillgångar och befolkningens sinnesstämning. Vid fälttågsplanens utarbetande hade också överlöparen Göran Sprengtporten gett ryssarna råd och anvisningar.
Alexander I hade skjutit upp sitt anfall till på vintern. Detta dels för att inte behöva riskera att den brittiska flottan skulle uppträda i Finska viken och att de finska trupperna skulle kunna få förstärkningar från moderlandet, dels för att hinna försäkra sig om Danmarks medverkan. Han var angelägen om att slaget skulle drabba Sverige oförberett.
Den ryske ministern i Stockholm, David Alopaeus, besvarade alla anmärkningar rörande de ryska rustningarna vid Finlands gräns med att han inte kände till några sådana åtgärder. Fem dagar före krigsutbrottet hade Stedingk ett samtal med tsaren och frågade Alexander om orsakerna till de stora truppsammandragningarna vid finska gränsen. Den ryske kejsaren bedyrade då: "Faran för Ert land kommer ej från min sida. Gud är mitt vittne, att jag icke eftersträvar en enda by av Er konungs stater."

## Slagordning
| Svensk slagordning 21 februari 1808 | Svensk slagordning 21 februari 1808                           | Svensk slagordning 21 februari 1808 |
| --- | ------------------------------------------------------------- | ----------------------------------- |
| Ställföreträdande överbefälhavare: Carl Nathanael af Klercker Överbefälhavare: Wilhelm Mauritz Klingspor Sekundchef: Johan Fredrik Aminoff Stabschef: Hans Henrik Gripenberg |                                                               |                                     |
| Brigad | Förband                                                       | Avdelningar                         |
| Första brigaden (Nylandsbrigaden) August Fredrik Palmfelt | Nylands infanteriregemente Georg Carl von Döbeln              | 2 Bataljoner                        |
| Första brigaden (Nylandsbrigaden) August Fredrik Palmfelt | Björneborgs läns infanteriregemente Carl Stjernvall           | 3 Bataljoner                        |
| Första brigaden (Nylandsbrigaden) August Fredrik Palmfelt | Nylands jägarbataljon Gustaf Uggla                            | ½ Kompani                           |
| Första brigaden (Nylandsbrigaden) August Fredrik Palmfelt | Nylands lätta dragonregemente Gustaf Fredrik von Wright       | 4 Skvadroner                        |
| Första brigaden (Nylandsbrigaden) August Fredrik Palmfelt | Finska artilleriregementet Harald Åkerstein                   | 2 Batterier                         |
| Andra brigaden Carl Johan Adlercreutz | Åbo läns infanteriregemente Herman Fleming                    | 3 Bataljoner                        |
| Andra brigaden Carl Johan Adlercreutz | Tavastehus läns infanteriregemente Gustaf Bogislav von Platen | 3 Bataljoner                        |
| Andra brigaden Carl Johan Adlercreutz | Nylands jägarbataljon Gustaf Adolf Arnkihl                    | ½ Kompani                           |
| Andra brigaden Carl Johan Adlercreutz | Nylands lätta dragonregemente Gustaf Fredrik von Wright       | 4 Skvadroner                        |
| Andra brigaden Carl Johan Adlercreutz | Finska artilleriregementet Harald Åkerstein                   | 2 Batterier                         |
| Tredje brigaden (Savolaxbrigaden) Johan Adam Cronstedt | Savolax fotjägarregemente Johan August Sandels                | 4 Bataljoner                        |
| Tredje brigaden (Savolaxbrigaden) Johan Adam Cronstedt | Savolax lätta infanteriregemente Johan Adam Cronstedt         | 4 Bataljoner                        |
| Tredje brigaden (Savolaxbrigaden) Johan Adam Cronstedt | Karelska jägarkåren Gustaf Aminoff                            | 2 Bataljoner                        |
| Tredje brigaden (Savolaxbrigaden) Johan Adam Cronstedt | Infanterivargering Johan Reinhold von Törne                   | 1 Bataljon                          |
| Tredje brigaden (Savolaxbrigaden) Johan Adam Cronstedt | Dragonvargering Poppius                                       | 1 Bataljon                          |
| Tredje brigaden (Savolaxbrigaden) Johan Adam Cronstedt | Karelska lätta dragonkåren Adolf Ludvig Christiernin          | 2 Skvadroner                        |
| Tredje brigaden (Savolaxbrigaden) Johan Adam Cronstedt | Artilleri Samuel Fredrik von Born                             | 1 Kompani                           |

## Krigsförlopp

### Ryskt anfall

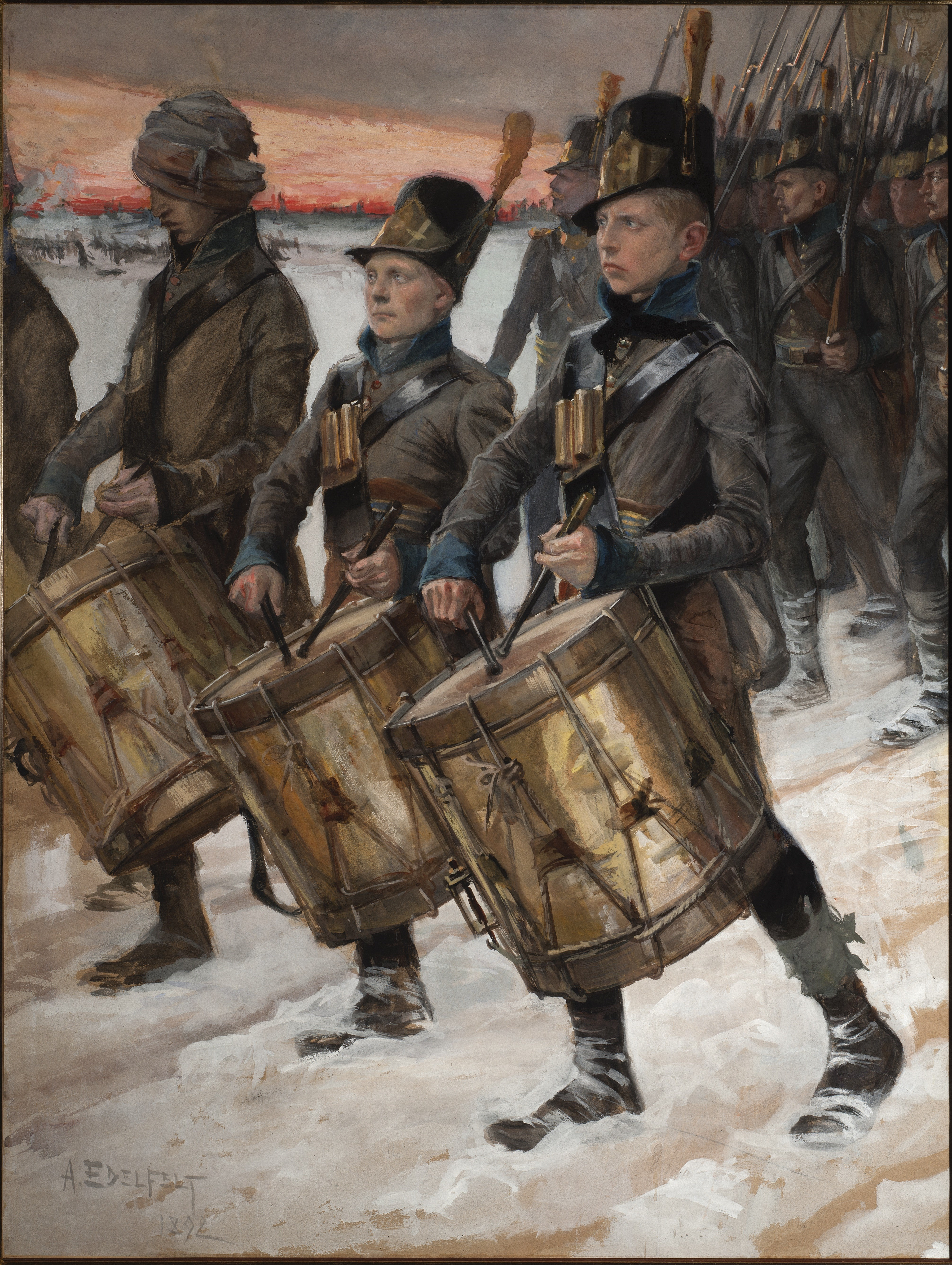
Björneborgarnas marsch av Albert Edelfelt.

Natten den 21 februari 1808 gick den ryska armén över gränsen utan officiell krigsförklaring. Den ordinarie befälhavaren i Finland, fältmarskalk Vilhelm Mauritz Klingspor, befann sig då i Stockholm, och försvaret leddes av generallöjtnant Karl Nathanael af Klercker. Det ryska anfallet genomfördes med tre kolonner: på den vänstra flanken 17:e divisionen, under generallöjtnant Aleksej Gortjakov, som marscherade in i närheten av Fredrikshamn; centralt den 21:a divisionen, under generallöjtnant Pjotr Bagration, som marscherade in på vägarna vid Anjala; och på högra flanken den 5:e divisionen, under generallöjtnant Nikolai Aleksejevitj Tutjkov, som marscherade in i närheten av Nyslott.
Anfallets överraskningsmoment hade dock gått förlorat, och af Klercker drog samman sina trupper vid östra gränsen till Tavastehus i två brigader under ledning av överste August Fredrik Palmfelt och överste Carl Johan Adlercreutz. Den svenska fältarmén räknade ca 17 000 man, varav ca 7 000 man förlades till fästningarna Sveaborg och Svartholm.
Fullständigt avgörande för krigsutgången kom det faktum bli att Sverige också hade en knivspets i ryggen. Danmark var allierat med Napoleon, och fransmännen, i förbund med Ryssland, sände stora truppförband (under ledning av marskalk Jean Baptiste Bernadotte, sedermera Sveriges kung Karl XIV Johan) till Jylland för en planerad invasion i södra Sverige, och på grund av detta hot tvingades svenskarna hålla stora truppnumerärer förlagda till Skåne och norska gränsen. Sverige å sin sida var allierat med Storbritannien och skyddades av dess flotta. Det betydde att den fransk-danska invasionen aldrig materialiserades och att den ryska örlogsflottan höll sig i hamn under hela kriget.

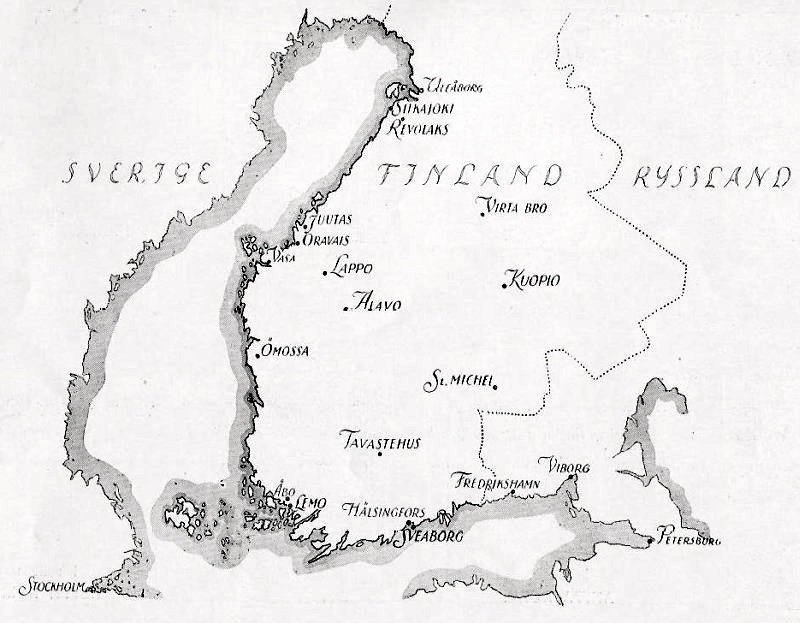
Finska krigets krigsskådeplatser i Finland. Kriget utkämpades främst i Finland och de största slagen stod i svenskspråkiga Österbotten. Efter det svenska nederlaget vid Oravais i september 1808, flyttade striderna in i egentliga Sverige och en rad blodiga fäktningar kom att stå även i Västerbotten år 1809. Fram till 1809 var Finland en oskiljaktig del av Sverige och betraktades helt enkelt som ett svenskt område med samma status som Västerbotten eller Småland.

### Reträtten
Ordinarie överbefälhavare i Finland, Klingspor, anlände till Tavastehus den 1 mars och övertog kommandot över den svenska armén. af Klercker propagerade för offensiv krigföring eller åtminstone hedersamt försvar, men Klingspor ville följa den på förhand uppgjorda krigsplanen och retirera mot Uleåborg; och han gjorde sina bedömningar utgående ifrån felaktiga styrkeuppgifter över de ryska invasionsstyrkorna och trodde att de var starkare än vad de egentligen var. I själva verket trodde han att hans position var väldigt prekär, och utgående ifrån de uppgifter han hade, beordrade han reträtt. 7 000 man retirerade från Tavastehus norrut och den 4 000 man starka Savolaxbrigaden, under Johan Adam Cronstedt, retirerade mot Uleåborg österifrån. 
Under tiden besatte ryssarna hela södra Finland. Fästningen Svartholm kapitulerade för de avancerande ryssarna den 18 mars och Åbo, Finlands urgamla huvudstad, föll den 22:a. Buxhoevden förlade sitt högkvarter dit några dagar senare. Den svenska huvudarmén förföljdes halvhjärtat av mindre styrkor under Rajevskij, men trots svåra vinterförhållanden med stora snömängder och temperatur stundom runt 40 grader under fryspunkten gick reträtten snabbt och efter några veckor stod de svenska trupperna i Vasa. Stridsmoralen sjönk också avsevärt i den svenska armén eftersom soldaterna tvingades ge upp sina hemtrakter utan att avlossa ett enda skott. Savolaxbrigaden bjöd på symboliskt motstånd vid Leppävirta och utanför Kuopio, men även den drog sig hastigt mot Uleåborg, stadigt följd av general Bulatov. 
Den enda svenska stödpunkten som återstod i södra Finland var således fästningen Sveaborg. Nästan 7 000 man var förlagda till Sveaborg och de utgjorde några av det svenska rikets bästa regementen. Dessutom fanns på fästningen halva den svenska skärgårdsflottan och rikliga förråd; fästningen var gjord för att stå emot en hård och långvarig belägring men ryssarna hade dock ingen vilja att stånga sig blodiga mot Sveaborgs murar, utan valde en annan taktik. Falska uppgifter och lögner om krigets utsiktslöshet smugglades in till officerarna i Sveaborg och de genomsyrades av dessa kunskaper som ett virus. Den ryska belägringen inleddes i medlet av mars 1808 och avslutades den 3 maj med Sveaborgs kapitulation. Endast symboliskt motstånd hade förekommit och ryssarnas vinst var enorm; dessutom fick sig den svenska allmänna krigsplanen ett allvarligt avbräck. För detta har Sveaborgs svenske kommendör, amiral Carl Olof Cronstedt, kritiserats mycket i historieskrivningen.
I slutet av mars anlände ryska trupper till Åland vilket resulterade i att bönderna reste sig i vad som kallas Upproret på Åland. Den väpnade resningen kulminerade i Kumlingeslaget den 9 maj då den åländska bondehären besegrade och tillfångatog de ryska trupperna. Den 22 april 1808 intog konteramiral Nikolaus Bodisco från Riga det försvarslösa Gotland med 1 600 man och proklamerade Gotland som ryskt område "för all evig framtid". Det svenska motdraget kom under konteramiral Olof Rudolf Cederström med överstelöjtnant Carl Johan Fleetwood och 1 800 man ombord, vilka återerövrade ön den 16 maj och skickade hem de avväpnade ryssarna.
Under tiden hade dock de svenska styrkorna samlats vid Uleåborg och börjat röra på sig. Den 16 april skedde den första skärmytslingen vid Pyhäjoki där ryssarna lyckades vinna en mindre seger och tillfångatog den svenske generaladjutanten Löwenhielm. Denne ersattes dock av Carl Johan Adlercreutz och Georg Carl von Döbeln övertog kommandot över andra brigaden. Den 18 april blev Döbeln angripen vid Siikajoki, och när Adlercreutz kom till undsättning, kunde en större seger över de ryska förföljarna säkras. Den 27 april utkämpade Savolaxbrigaden sin första stora strid vid Revolax där den ryske generalen Bulatov tillfångatogs och stormningen av prästgården, där ryssarna hade förskansat sig, gick till krigshistorien. Slagen vid Siikajoki och Revolax gick stick i stäv med Klingspors plan att falla undan, men gav svenskarna ett gyllene tillfälle att gå till motoffensiv.

### Motoffensiv och avgörande

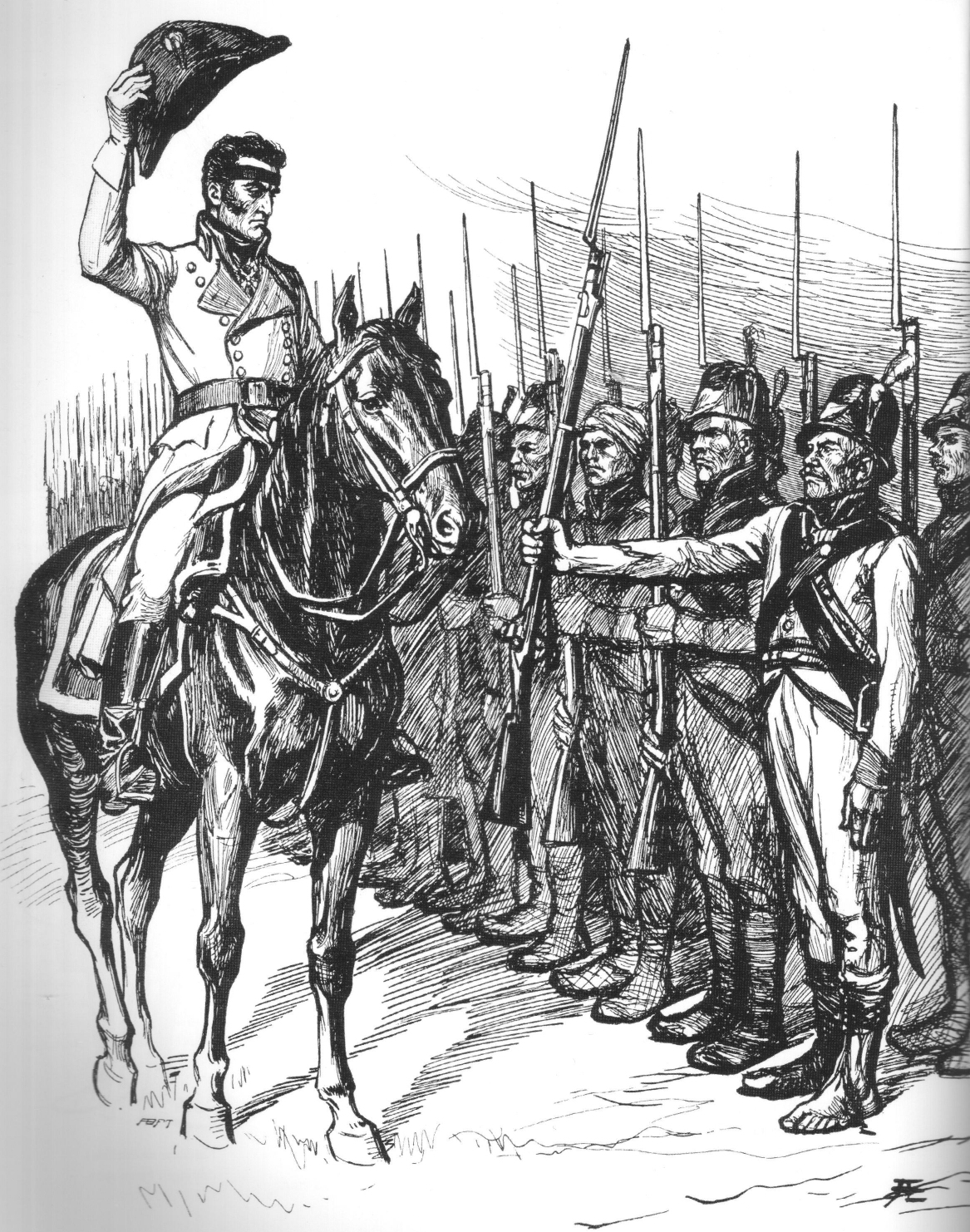
Finska krigets avgörande kom i september 1808. Georg Carl von Döbeln segrade i slaget vid Jutas den 13 september, men dagen efter, besegrades Carl Johan Adlercreutz och den svenska huvudarmén vid Oravais, vilket slutligen ledde till svenskarnas reträtt från Finland. Bilden föreställer Döbeln vid Jutas, illustration av Albert Edelfelt i Fänrik Ståls Sägner.

Den andra maj gjorde Johan August Sandels – en av krigets kanske främsta svenska generaler – sitt inträde i detta krig, och tillintetgjorde en mindre rysk styrka vid Pulkkila, varvid han öppnade vägarna söderut för den svenska armén. Därefter tågade han österut med femte brigaden om 1 500 man och återtog Kuopio den 12 maj. Under de tre efterföljande veckorna störde han allvarligt ryssarna i östra Finland och återtog de delarna av landet. Han hotade ryssarna så allvarligt att de tvingades avsätta starka förstärkningar för att betvinga honom och ca 8 000 man under Michail Barclay de Tolly sattes in för att försöka bekämpa Sandels och Savolaxbrigaden, som till och med under kapten Carl Wilhelm Malm företog en mindre räd in på ryskt territorium.  Det lyckades dock inte för ryssarna, och Sandels gick förstärkt till 2 500 man i ställningar vid Toivala där han höll ut till oktober, trots hårdnackade, snart sagt dagliga, ryska anfall.
Även i väster, längs den österbottniska kusten, hade det svenska motanfallet kommit igång våren 1808, där en mindre avdelning under Otto von Fieandt blev de första som gick söderut. Den ryska situationen var pressad. Isarna hade börjat smälta och det innebar att den brittiska flottan kunde börja patrullera Öresund, vilket i teorin skulle ha frigjort stora mängder svenska trupper för Finland. I maj ankom en brittisk hjälpkår om 14 000 man till Göteborg, men svenske kungen lät dem aldrig stiga iland och trupperna – som skulle ha kunnat lätta på det fransk-danska hotet – sändes till Spanien istället där det spanska gerillakriget hade brutit ut. Svenska landstigningar längs den finska kusten skulle komma igång och ryssarna väntade sig det och tvingades därigenom bevaka en övermåttan lång kustremsa. De ryska försörjningslinjerna var också ansträngda och hotades titt som tätt av bondeuppbåd och ren gerillakrigföring. Den ryska huvudstyrkan som opererade mot Adlercreutz och Klingspors huvudarmé söder om Uleåborg var således redan sträckt till det yttersta och redan på defensiven när den svenska huvudstyrkan gick till anfall söderut. Svenska huvudarméns motanfall inleddes den 16 juni.
Den 24 juni tvingade de svenska styrkorna med von Döbeln i spetsen ryssarna att utrymma Nykarleby. Under tiden hade en landstigning i Vasa förekommit; en kår om 1 000 man landsteg i ryssarnas rygg, men eftersom huvudarmén dröjde i Nykarleby, lyckades ryssarna nedkämpa kåren, under hårda gatustrider, och endast spillror av den lyckades senare förena sig med Klingspors armé. Trots att de svenska förstärkningarna uteblev och trots att landstigningsstyrkorna var för svaga och för få, blev de den allmänna signalen till väpnat uppror bland bönderna i södra Österbotten som tog till vapen för fosterland och krona och höll talrika ryska förband sysselsatta. Den 19 juni landsteg en större svensk expeditionskår under generalmajor Eberhard von Vegesack utanför Åbo och försökte inta staden, men tvingades återigen skeppa ut efter bittra strider vid Lemo. Under tiden utkämpades också ett bittert sjökrig i Åbolands skärgård mellan små kustfartyg, och där var ryssarna på offensiven eftersom de hade övertagit hela den svenska skärgårdseskadern vid Sveaborg.
I Österbotten var initiativet svenskt och ryssarna var så hårt pressade att de tvingades sätta in talrika förstärkningar. Den 14 juli segrade Adlercreutz i en större drabbning vid Lappo och tvingade ryssarna att dra sig ytterligare söderut mot Alavo (där svenskarna vann ytterligare en seger den 17 augusti) och den ryske befälhavaren över huvudstyrkan, Rajevskij, ersattes av den unge och geniale Kamenskij. Svenskarna stod dock stilla vid Lappo, och utnyttjade inte situationen och ryska förstärkningar om 16 000 man stod snart färdiga för Finland. Den 21 augusti besegrades Otto von Fieandt vid Karstula efter hårda strider och Adlercreutz, med den svenska huvudstyrkan, tvingades dra sig tillbaka norrut efter slagen vid Kuortane, Ruona och Salmi.
Adlercreutz fann goda försvarspositioner vid Oravais vid kusten, men hans rygg hotades av ryska styrkor under Kirill Kazatjkovskij. Denna styrka besegrades dock av von Döbeln vid Jutas den 13 september. Dagen därefter, den 14, utkämpades krigets avgörande slag vid Oravais mellan Adlercreutz och Kamenskij. Den svenska armén besegrades och tvingades till reträtt. Johan Ludvig Runeberg har beskrivit detta i Fänrik Ståls sägner och då särskilt i dikten om Wilhelm von Schwerin.
Båda arméerna hade stora problem på grund av höstvädret och med försörjningen och den 29 september 1808 överenskoms ett stillestånd i Lochteå på ryskt initiativ. Svenskarna åtog sig bland annat att Sandels skulle retirera från Savolax. Direkt efter detta återvände Klingspor till Stockholm och af Klercker blev åter överbefälhavare. Den 27 oktober (ryssarna sade upp stilleståndet 19 oktober) stod det berömda slaget vid Virta bro där Sandels' 1 200 man besegrade över 5 000 ryssar tack vare många hjältemodiga insatser. I Johan Ludvig Runebergs dikt Sven Dufva besjungs dessa insatser. Virta bro blev också den sista svenska segern på finländsk mark. Den 19 november tillkom konventionen i Olkijoki, framförhandlad mellan Adlercreutz och Kamenskij och enligt denna konvention förpliktade sig den svenska armén att helt lämna Finland, vilket också skett den 13 december och båda arméerna gick i vinterkvarter på varsin sida Torne älv.

### Avslutningen

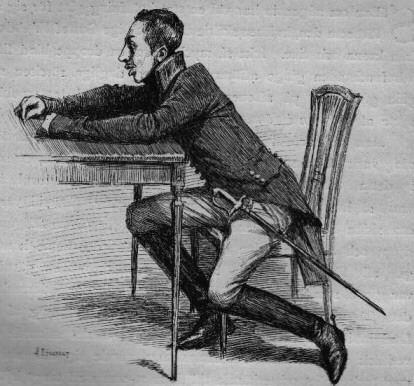
Konung Gustav IV Adolf var Sveriges regent och ledde krigsinsatsen. Han hade stundvis sitt högkvarter på Åland, men på grund av att han höll tillbaka förstärkningarna, blev han så skarpt kritiserad av officerskåren att de under ledning av Carl Johan Adlercreutz den 13 mars 1809 avsatte honom och fängslade honom på Gripsholms slott. Han gick sedermera i landsflykt och levde på kontinenten under namnet Överste Gustavsson. Teckning av Albert Edelfelt.

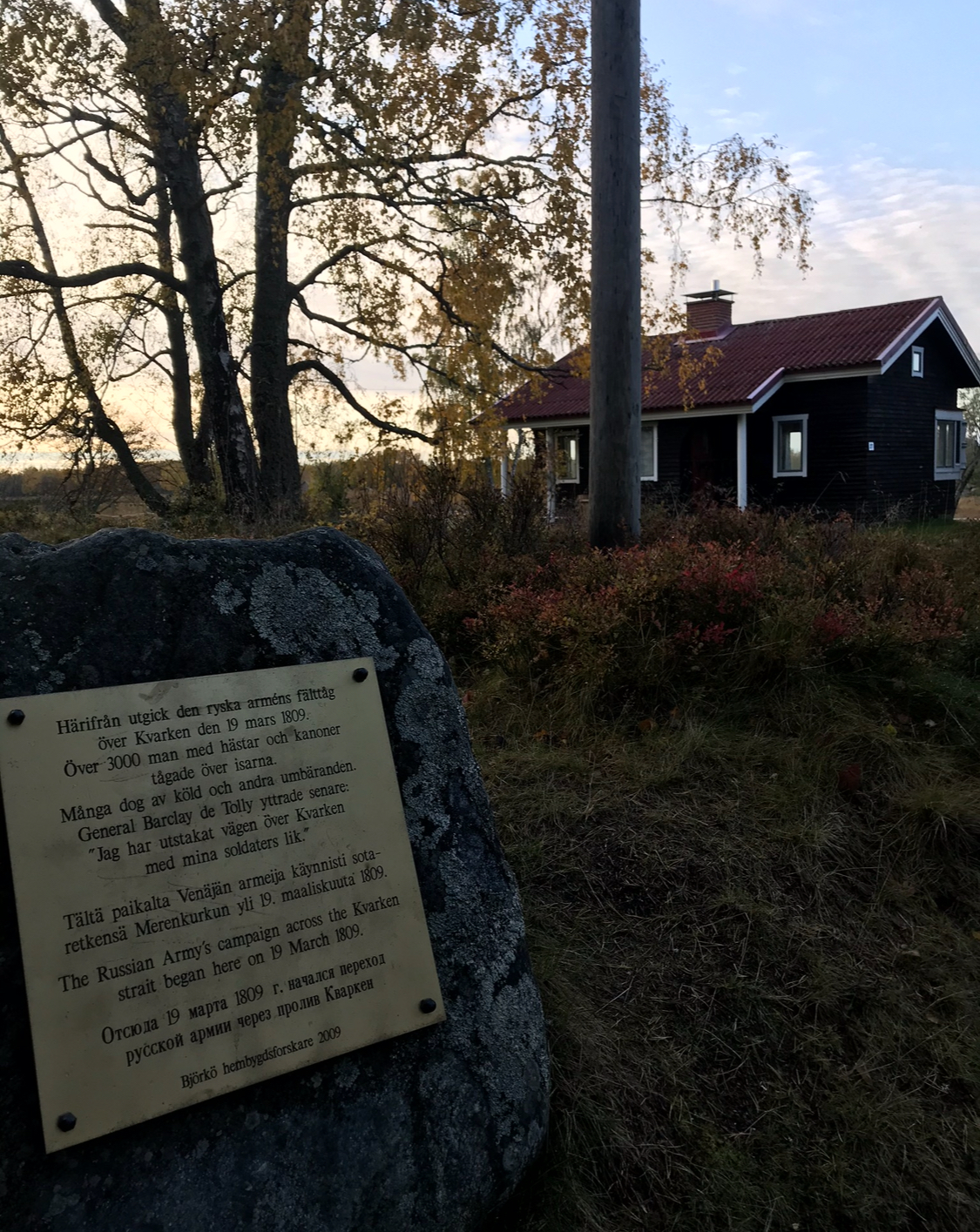
Minnesmärke över Ryska arméns fälttåg över Kvarken i Björköby

Gustav IV Adolf vägrade trots nederlaget att avsluta kriget, och den ryska stormen drog in även över nuvarande Sverige, och den kom på tre fronter. Den ryska huvudarmén under Pavel Sjuvalov ställdes mot de kvarvarande finska trupperna vid Torneå som sammansmältes med trupperna i norra nuvarande Sverige och kom att kallas Norra Armén. I mars ockuperades Åland av Bagrations armé och en kavalleristyrka under Kulnev sändes över isen mot Stockholm. von Döbeln lyckades dock avvärja hotet mot huvudstaden genom att framförhandla konventionen på Åland. Barclay de Tolly marscherade över Kvarken med en rysk styrka och intog själva Umeå, men lämnade snart staden och tågade tillbaka. Den operationen anses ha varit en riktig prestation och ett militärt äventyr.
Den 23 mars kapitulerade Hans Henrik Gripenberg med sina styrkor vid Kalix efter att ha hört om statskuppen mot Gustav IV Adolf. Kungen avsattes av en grupp officerare den 13 mars och tvingades sedermera i landsflykt. Den 15 maj 1809 stod slaget vid Lejonströmsbron i Skellefteå och ryssarna tvingade bort de svenska trupperna från Skelleftebygden vilken sedan var ockuperad av ryssarna över sommaren 1809. I augusti 1809 landsteg en svensk armé vid Ratan under befäl av general Gustaf Wachtmeister, i ett försök att återta Umeå. Slaget vid Sävar utkämpades den 19 augusti 1809 och ledde till svensk reträtt tillbaka till Ratan varifrån man återigen utskeppade efter att ha orsakat ryssarna kännbara förluster. Efter slaget vid Piteå plundrade ryssarna staden Piteå. Detta blev Finska kriget sista strid. De ryska styrkorna var bara tillfälligt hejdade men Sverige fick ett förhandlingsläge.
Kriget fick mycket stora konsekvenser för Sverige. Den slutliga vapenvilan ingicks i Frostkåge gästgivaregård norr om Skellefteå den 2 september 1809. Fredsavtalet undertecknades i Fredrikshamn den 17 september 1809: "Finland", Åland samt delar av dåvarande Västerbotten och Lappland avträddes till Ryssland och blev Storfurstendömet Finland. Snart inleddes en jakt på syndabockar. Flera svenska officerare hade troligen dömts till döden om inte ryska påtryckningar och en allmän amnesti kommit emellan. Bland dessa fanns Sveaborgsofficerarna Carl Olof Cronstedt den äldre och Fredrik Adolf Jägerhorn, Carl Magnus Gripenberg (för kapitulationen på Svartholm) och Hans Henrik Gripenberg (för kapitulationen vid Kalix).

### Förluster
Man räknar med att Sverige förlorade minst 7 000 stupade. Om man medräknar civila offer, lantvärnsmän och andra offer så stiger dödssiffran över 20 000. De ryska trupperna förlorade minst 10 000 stupade i slag, och led ett okänt antal andra förluster. De flesta förlusterna gick till olika sjukdomar som spreds och frodades under de dåliga förhållandena i fält. Man räknar med att åtminstone en tredjedel av de svenska trupperna som sattes in i striderna dog i olika fältsjukdomar. 

## Persongalleri

Februari 1808

Mars-Maj 1808

Maj-Oktober 1808

Vinter 1808 - Sommar 1809

| Persongalleri (urval)          | Persongalleri (urval)  | Persongalleri (urval)                                     |
| SVERIGE                        | SVERIGE                | SVERIGE                                                   |
| ------------------------------ | ---------------------- | --------------------------------------------------------- |
| Namn                           | Titel                  | Kommentar                                                 |
| Gustav IV Adolf                | Kung                   | Blev avsatt i Statskuppen 1809.                           |
| Wilhelm Mauritz Klingspor      | Fältmarskalk           | Periodvis överbefälhavare i Finland.                      |
| Karl Nathanael af Klercker     | Generallöjtnant        | Periodvis överbefälhavare i Finland.                      |
| Johan Fredrik Aminoff          | Generalmajor           | Framstående medlem av generalstaben.                      |
| Curt von Stedingk              | Ambassadör             | Sveriges ambassadör i S:t Petersburg.                     |
| August Fredrik Palmfelt        | Överste                | Chef för 1:a brigaden.                                    |
| Carl Johan Adlercreutz         | Generalmajor           | Chef för 2:a brigaden och generaladjutant.                |
| Johan Adam Cronstedt           | Överste                | Chef för 3:e brigaden och senare 4:e brigaden.            |
| Gustaf Löwenhielm              | Generaladjutant        | Fångades vid Pyhäjoki.                                    |
| Carl Olof Cronstedt            | Amiral och kommendant. | Kapitulerade Sveaborg.                                    |
| Fredrik Adolf Jägerhorn        | Överste och kommendant | Kapitulerade Sveaborg.                                    |
| Carl Magnus Gripenberg         | Major och kommendant.  | Kapitulerade Svartholm.                                   |
| Georg Carl von Döbeln          | Generalmajor           | Chef för Nylands regemente och 2:a brigaden.              |
| Carl Stjernvall                | Överstelöjtnant        | Chef för Björneborgs regemente.                           |
| Herman Fleming                 | Överste                | Chef för Åbo läns regemente.                              |
| Gustaf Bogislav von Platen     | Överste                | Chef för Tavastehus regemente.                            |
| Johan August Sandels           | Generalmajor           | Chef för Savolax jägarregemente och 5:e brigaden.         |
| Hans Henrik Gripenberg         | Generalmajor           | Chef för 3:e brigaden och generaladjutant.                |
| Eberhard von Vegesack          | Generalmajor           | Framstående officer.                                      |
| Johan Fredrik Eek              | Överstelöjtnant        | Framstående officer.                                      |
| Carl von Otter                 | Överste                | Framstående officer.                                      |
| Gustaf Edelstam (Fahlander)    | Överstelöjtnant        | Officer i Savolaxbrigaden.                                |
| Berndt Adolf Grotenfelt        | Överstelöjtnant        | Officer i Savolaxbrigaden.                                |
| Joachim Zachris Duncker        | Major                  | Officer i Savolaxbrigaden.                                |
| Carl Wilhelm Malm              | Kapten                 | Officer i Savolaxbrigaden.                                |
| Jakob Henrik Zidén             | Fänrik                 | Känd från dikten Löjtnant Zidén.                          |
| Otto Henrik von Fieandt        | Överstelöjtnant        | Känd från dikten Otto von Fieandt.                        |
| Adolf Ludvig Christiernin      | Överstelöjtnant        | Känd från dikten Fältmarskalken.                          |
| Karl Leonhard Lode             | Överstelöjtnant        | Känd från dikten Fältmarskalken.                          |
| Johan Henrik Furumark          | Överstelöjtnant        | Slaget vid Lejonströmsbron.                               |
| Karl Adolf Brakel              | Kapten                 | Känd för sina minnesanteckningar om kriget.               |
| Gregori Fredrik Tigerstedt     | Fänrik                 | Känd från dikterna Fältmarskalken och Fänrikens Hälsning. |
| Carl Johan Fleetwood           | Överstelöjtnant        | Befriade Gotland.                                         |
| Salomon von Rajalin            | Amiral                 | Framstående sjöofficer.                                   |
| Claes Hjelmstjerna             | Amiral                 | Framstående sjöofficer.                                   |
| Önnert Jönsson                 | Amiral                 | Framstående sjöofficer.                                   |
| Johan Jacob Roth               | Underofficer           | Framstående partisan.                                     |
| Karl Johan Spoof               | Underofficer           | Framstående partisan.                                     |
| RYSSLAND                       |                        |                                                           |
| Alexander I                    | Tsar                   | Rysslands tsar under kriget.                              |
| David Alopæus                  | Ambassadör             | Rysslands ambassadör i Stockholm.                         |
| Fredrik Vilhelm von Buxhoevden | General                | Rysk överbefälhavare i Finland.                           |
| Nikolai Kamenskij              | General                | Erövrade Sveaborg och segrade bl.a. vid Oravais.          |
| Nikolai Aleksejevitj Tutjkov   | General                | Framstående officer.                                      |
| Nikolai Nikolajevitj Rajevskij | General                | Framstående officer.                                      |
| Michail Leontievitj Bulatov    | General                | Slaget vid Revolax.                                       |
| Michail Barclay de Tolly       | General                | Framstående officer.                                      |
| Jakov Petrovitj Kulnev         | Generalmajor           | Framstående officer och känd från dikten Kulneff.         |
| Bogdan von Knorring            | General                | Framstående officer.                                      |
| Pjotr Bagration                | General                | Framstående officer.                                      |
| Aleksej Gortjakov              | Generallöjtnant        | Framstående officer.                                      |